# Мендово
Мѐндово е село в Югозападна България. То се намира в община Петрич, област Благоевград.

## География
Село Мендово е разположено в южните склонове на Огражден. Южно под него тече река Струмешница.

## История
Мендово е основано по време на османско владичество, според преданията от турци. В Мендово е имало джамия и още могат да се видят остатъци от стария турски път, известен като калдаръмо. Към 1900 г. според статистиката на Васил Кънчов („Македония. Етнография и статистика“) населението на село Мендово брои общо 300 турци. Турското население на селото се изселва по време на Балканската война в 1912 година. След войната в селото се заселват българи от Долна Рибница. На следната 1913 година е открито училище „Свети Отец Паисий“, закрито в 1989 година.
Празник на село Мендово е Петровден.
| Година | Души |
| ------ | ---- |
| 1920   | 199  |
| 1926   | 227  |
| 1934   | 242  |
| 1946   | 364  |
| 1956   | 294  |
| 1965   | 303  |
| 1975   | 223  |
| 1985   | 205  |
| 1992   | 185  |

## Население

### Етнически състав
Преброяване на населението през 2011 г.
Численост и дял на етническите групи според преброяването на населението през 2011 г.:
|                     | Численост |
| Общо                | 101       |
| Българи             | 100       |
| Турци               | -         |
| Цигани              | -         |
| Други               | -         |
| Не се самоопределят | -         |
| Неотговорили        | 1         |